# İskender kebap

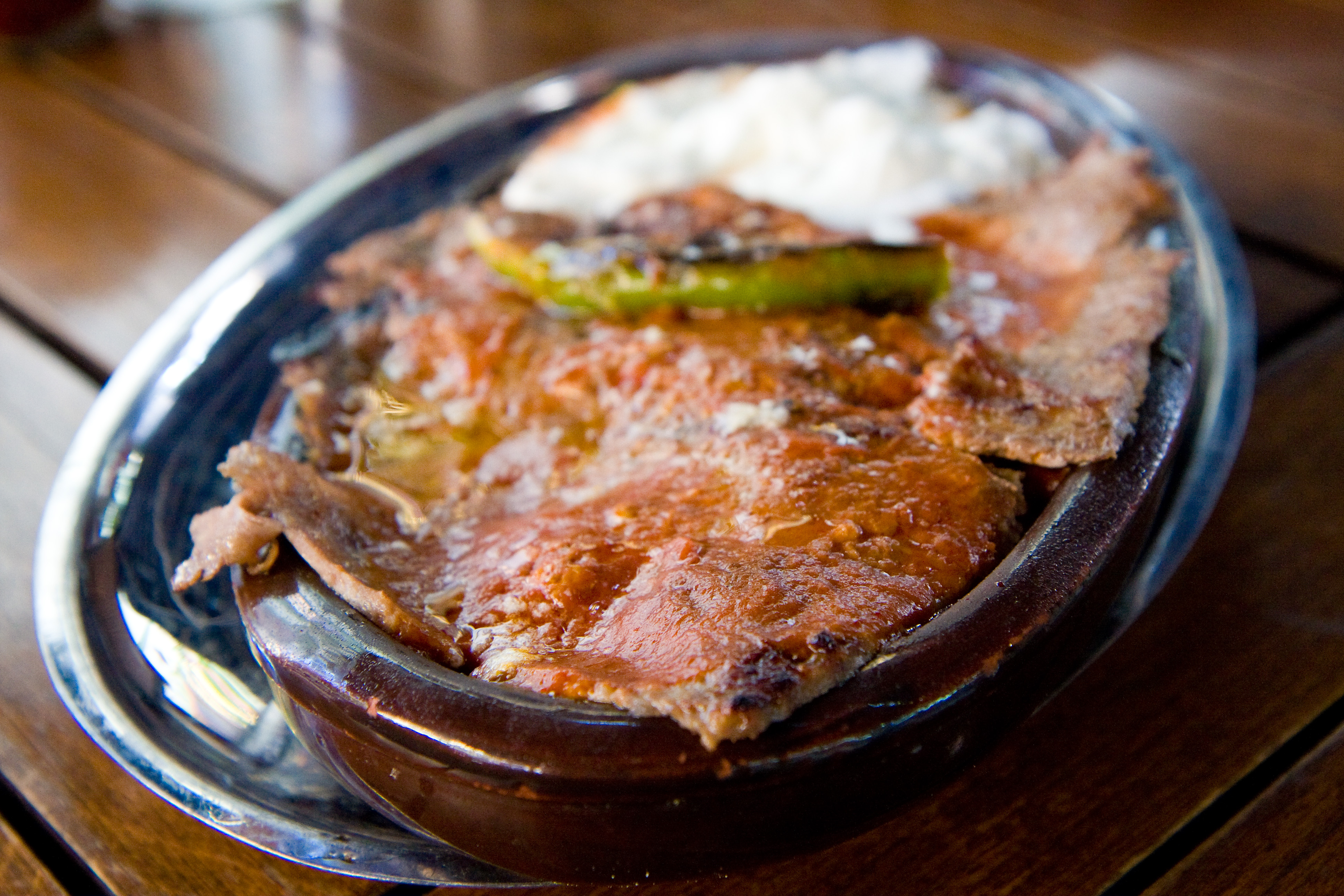
İskender kebap

İskender kebap é um prato típico da culinária da Turquia.
Foi criado por İskender Efendi, em 1867, na cidade de Bursa, na Anatólia, tendo recebido o seu nome.
Consiste num tipo de döner kebap, mais concretamente, em carne assada num espeto vertical rotativo. A versão original era preparada com carne de borregos criados nas vertentes ricas em tomilho do Monte Uludağ, situado a sul de Istambul e do Mar de Mármara. Atualmente, é preparado com carne de borrego ou com carne de bovino.
São cortadas lascas finas de carne do espeto, à medida que a periferia vai ficando assada. A carne é, depois, colocada sobre tiras de pão turco pide (com características semlhantes à pita do oriente médio, mas sem bolsa) e coberta com molho de tomate e manteiga, podendo ser polvilhada com salsa e acompanhada por um montinho de iogurte.
Hoje em dia, este prato é comum em toda a Turquia. Porém, as versões preparadas pelos restaurantes de Bursa são ainda consideradas as melhores. Muitos destes restaurantes não servem bebidas alcoólicas, aconselhando, por exemplo, o consumo de água ou de ayran em vez destas.